# Dom powieszonego
Dom powieszonego lub Dom wisielca (fr. La Maison du pendu) – obraz Paula Cézanne’a, namalowany około 1873, wysłany przez Cézanne’a na pierwszą wystawę impresjonistów. Uważa się, że miał przełomowe znaczenie w twórczości malarza.
Obraz, podobnie jak wiele innych pejzaży artysty, przedstawia widok okolic Aix-en-Provence. Budynki i pejzaż ukazane zostały na obrazie w sposób uproszczony, ich kształty zbliżają się do figur geometrycznych. Chata po prawej stronie upodabnia się do rzeźby terenu, kontrastując z dachami wioski, namalowanej w tle. Uwagę widza zwraca gruba i ziarnista faktura dzieła. Można również zauważyć łączące Cézanne’a z impresjonistami zamiłowanie do obserwacji światła zmieniającego się w różnych porach dnia i warunkach atmosferycznych.